# Pietro Luccari
Pietro Luccari (falecido a 23 de novembro de 1679) foi um prelado católico romano que serviu como bispo de Ston (1664–1679).

## Biografia
No dia 23 de junho de 1664, Pietro Luccari foi nomeado pelo Papa Alexandre VII como Bispo de Ston. Serviu como Bispo de Ston até à sua morte a 23 de novembro de 1679.